# 遠藤哲夫 (漢文学者)
遠藤 哲夫（えんどう てつお、1926年 - ）は、日本の漢文学者、岩手大学名誉教授。

## 経歴
1926年、東京で生まれた。東京大学文学部中国哲学科で学び、1952年に卒業。
卒業後は岩手大学教授を務めた。1990年に岩手大学を定年退官し、名誉教授となった。

## 受賞・栄典
- 2018年：第66回菊池寛賞を共同受賞。「新釈漢文大系」全120巻（別巻1）に対して[2][3]。「この文化遺産ともいうべき全集の執筆・編纂に関わった100人を超える漢文学者と版元の偉業」に対して授与[4]。
- 2018年：第72回毎日出版文化賞 企画部門を共同受賞。「新釈漢文大系」全120巻（別巻1）に対して

## 研究内容・業績
専門は中国古代思想で、漢文教育にも著作がある。

## 著作

### 著書
- 『漢文の初級コース』学燈社 1966
- 『古文真宝後集・文章軌範・唐宋八大家文読本他』明治書院(傍訳漢文シリーズ) 1971
- 『語法詳解漢詩』旺文社(古典解釈シリーズ) 1972
- 『故事成語成句辞典』明治書院 1973
- 『古典 漢文』総合力完成 新課程大学受験用 旺文社 1983
- 『漢字漫言：笑いと諷刺の漢字雑学』尚学図書 1986
- 『漢字の知恵』講談社現代新書 1988
- 『詳解漢文 大学受験』旺文社 1989
- 『知的漢字入門：漢字で探る自然と人生』山海堂 1990
- 『出典のわかる故事成語・成句辞典』明治書院 2005[1]

### 共編著
- 『基礎力 漢文』藤堂明保・山本哲夫共著 学習研究社 1967
- 『漢文の基礎』赤塚忠共著、旺文社 1973
- 『福武漢和辞典』石川忠久・小和田顯共編、福武書店 1990
- 『漢字典』小和田顯・伊東倫厚・宇野茂彦、大島晃共編、旺文社 1999

### 訳注
- 『老子・荘子』(全2巻) 市川安司共訳注[5]、明治書院、1966-67

1. 上 (新釈漢文大系 7)
2. 下 (新釈漢文大系 8)

- - 再所収『荘子』(新書漢文大系 12) 石川泰成編、明治書院 2002
- 『小学』朱子著、明徳出版社(中国古典新書) 1969
- 『管子』(上・中・下)(新釈漢文大系 42・43・52) 明治書院 1989-1992
- 『唐宋八大家文読本 三　欧陽脩』(新釈漢文大系 72) 明治書院 1996
- 『唐宋八大家文読本 七　曾鞏・王安石』(新釈漢文大系 114) 明治書院 1998[6]